# Sonia Ben Belgacem
Pour les articles homonymes, voir Belgacem.
Sonia Ben Belgacem (arabe : سنية بن بلقاسم), née le 20 décembre 1981, est une actrice et productrice tunisienne.

## Filmographie

### Cinéma
- 2005 : Le Lit (court métrage) de Hamadi Arafa
- 2010 : Fin décembre (ar) de Moez Kamoun (ar)[2]

### Télévision

#### Séries tunisiennes
- 2002 : Douroub Elmouejha d'Abdelkader Jerbi
- 2003 : Chams wa Dhilal de Ezzedine Harbaoui
- 2004 : Jari Ya Hammouda d'Abdeljabar Bhouri
- 2005-2008 : Choufli Hal de Slaheddine Essid : Mme Hanen
- 2007 : Kamanjet Sallema de Hamadi Arafa : Faïka
- 2010 : Nsibti Laaziza de Slaheddine Essid : Chadlia
- 2010 : Min Ayam Mliha d'Abdelkader Jerbi
- 2023 : Lella Cendrella

#### Séries égyptiennes
- 2009 : Ma Tkhafouch de Youssef Charfeddine, avec l'acteur Nour El-Sherif[3]
- 2011 : Dawaran Shoubra (Shoubra Roundabout) de Khaled al-Hajjar
- 2013 : Adam wa Gameela d'Ahmed Samir Farag et Youssef Kamal Riziq
- 2014 : Ibn Halal d'Ibrahim Fakhr et Mohamed Ramadan

#### Émissions
- 2015 : Couzinetna Hakka sur Nessma : animatrice[4]

## Théâtre
- 2002 : La Fuite, texte de Gao Xingjian et mise en scène de Mohamed Driss
- 2007 : Eddounia Fourja, texte de Mohamed Jeriji et mise en scène d'Ikram Azzouz[5]